# Spergularia canadensis
Spergularia canadensis là loài thực vật có hoa thuộc họ Cẩm chướng. Loài này được (Pers.) G. Don miêu tả khoa học đầu tiên năm 1831.